# Menashe
Menashe ist ein jiddischsprachiger, US-amerikanischer Spielfilm aus dem Jahre 2017 des Dokumentarfilmers Joshua Z. Weinstein.

## Handlung
Weinsteins Spielfilmdebüt handelt vom Alltag des Witwers Menashe, der in Borough Park, Brooklyn, New York, lebt und Mitglied einer chassidischen Gemeinde ist. Mit seinem Job in einem Supermarkt kommt der Enddreißiger mehr schlecht als recht über die Runden. Obwohl Menashe sich bei den geselligen Zusammenkünften im Kreis des Rabbi anscheinend wohl fühlt, wird er wenig respektiert. Das liegt an seiner Ungeschicklichkeit in Alltagsdingen, seinem Abweichen von der Kleidungsnorm und dem Fehlen der Hausfrau, die ihn nach dem herrschenden Rollenbild umsorgen würde. Sein elfjähriger Sohn Rieven ist deshalb in der kinderreichen Familie seines Schwagers Eizik untergebracht. Eizik tut sich als Kritiker Menashes besonders hervor, und Menashes gemeinsame Aktivitäten mit Rieven sind ständiger Anlass von Konflikten. Die Gemeinde erwartet, dass Menashe wieder heiratet; dann käme auch Rieven wieder zu ihm zurück. Aber ein vom Heiratsvermittler angebahntes Gespräch mit einer Witwe endet in einer peinlichen Situation. Menashe möchte seinen Sohn allein erziehen und versucht, dafür die Zustimmung des Rabbi zu erhalten.
Während Rieven sehr um seine Mutter trauert, wird Menashe bewusst, dass die arrangierte Ehe, die er als junger Mann einging, nicht harmonisch war. Seine Frau Leah wünschte sich weitere Kinder und starb in Folge von Komplikationen nach einer In-vitro-Fertilisation. Menashe beschließt, in seiner kleinen Wohnung die Jahrzeit für seine Frau auszurichten. Die Bewirtung der Gäste ist eine Herausforderung, die ihm seine Bekannten nicht unbedingt zutrauen. Menashe serviert dem Rabbi als Ehrengast einen von ihm selbst hergestellten, traditionellen Auflauf (Kugel). Nach dieser Feier ist Menashe anscheinend bereit zu einer Neuorientierung, was durch ein Gespräch mit Eizik und den Besuch der Mikwe seinen Ausdruck findet.

## Dreharbeiten
Nach fast 70 Jahren ist Menashe der erste US-amerikanische Film, der fast vollständig jiddischsprachig ist (mit englischen bzw. deutschen Untertiteln). Jede Szene wurde auf Englisch durchgespielt und anschließend auf Jiddisch, da Weinstein als Regisseur das Jiddische nicht beherrscht. Die Dreharbeiten dauerten zwei Jahre und fanden an Originalschauplätzen statt. Das religiöse Leben von Vater und Sohn ist in die Handlung einbezogen, sowohl alltägliche Verrichtungen (Netilat Jadajim, Tragen des Tallit Katan) als auch besondere Anlässe, wie eine Zusammenkunft beim Lag-baOmer-Feuer. Der Film wurde mit Laiendarstellern gedreht. Für den Hauptdarsteller Menashe Lustig, dessen Rolle Elemente seiner eigenen Biografie hat, waren die Filmarbeiten ein persönliches Risiko, denn diese wurden in seiner Gemeinde kontrovers beurteilt. Einige Darsteller und Geldgeber zogen sich zurück, Dreharbeiten mussten abgesagt werden.

## Kritik
Menashe wurde auf dem Sundance Film Festival 2017 präsentiert und von Kritik und Publikum positiv aufgenommen. Sheldon Kirshner (The Times of Israel) weist darauf hin, dass Menashe zwar regelmäßig mit anderen Chassiden bete, singe und Alkohol trinke, aber seine Probleme ironischerweise mit zwei Hispanos teile, die im Supermarkt als Reinigungskräfte arbeiten. Jenni Zylka (Tagesspiegel) würdigt, dass der Film „die Tür zu einer versperrten Welt“ öffne. Lukas Stern (NZZ) sieht den Film als Kompromiss zwischen der quasi-dokumentarischen Annäherung an den Alltag chassidischer Juden in New York und einer Vater-Sohn-Geschichte.